# Dimenze

Schéma jednoduchých čtvercovitých a krychlovitých útvarů mezi dimenzemi 0 až 4

Dimenze nebo rozměr nějakého objektu je v matematice a fyzice neformálně řečeno nejmenší počet souřadnic, které musíme znát, abychom jednoznačně určili bod tohoto objektu. Například křivka (čára) je jednorozměrná (jednodimenzionální, má dimenzi jedna), protože k určení bodu stačí např. vzdálenost tohoto bodu od nějakého vyznačeného bodu na křivce. Koule je třírozměrná a její povrch dvourozměrný. Prostor, ve kterém žijeme, je z hlediska fyziky čtyřrozměrný: má tři prostorové dimenze (výška, hloubka, šířka) a jednu časovou dimenzi (tzv. časoprostor).
| počet dimenzí | příklady                                         |
| ------------- | ------------------------------------------------ |
| nula dimenzí  | bod                                              |
| jedna dimenze | úsečka, křivka, přímka, kružnice                 |
| dvě dimenze   | plocha (kruh, čtverec, povrch toru…)             |
| tři dimenze   | tělesa (krychle, kvádr…)                         |
| čtyři dimenze | čtyřrozměrná tělesa (hyperkrychle…), časoprostor |

Dimenze vektorového prostoru se rovná počtu vektorů jeho báze. Prostory se nemusejí vázat na konkrétní fyzikální objekty a mohou být i nekonečnorozměrné; takové jsou například prostory nekonečných posloupností čísel. Pro složité množiny (typicky fraktály) existují definice dimenze, jež nemusejí být celočíselné. Často se k tomuto účelu používá Hausdorffova (fraktální) dimenze. Pojem dimenze se přenáší i na algebraické struktury, jež nemají nutně prostorový charakter, například Krullova dimenze se týká komutativních okruhů.